# エウレカベイビー
「エウレカベイビー」は、麻生夏子の8枚目のシングル。2011年7月20日にLantisから発売された。

## 概要
前作「恋愛向上committee」から4ヵ月ぶりのリリースで、2011年3枚目のシングル。
表題曲「エウレカベイビー」は、テレビアニメ『バカとテストと召喚獣にっ!』のエンディングテーマとして起用された。自身の楽曲がテレビアニメの主題歌として起用されるのは1枚目のシングル「Brand New World」から8作連続。なお、『バカとテストと召喚獣』の主題歌として起用されるのは前作から2作連続。
表題曲「エウレカベイビー」にはPVが製作されており、2011年6月23日にYouTube上のランティスのオフィシャルチャンネル『Lantisちゃんねる』から配信された。また、2枚目のオリジナルアルバム『Precious tone』の初回限定盤に同梱予定のDVDに収録される予定。

### 主な記録
2011年8月1日付のオリコン週間シングルチャートで50位を獲得。初動売上は0.1万枚を記録した。デイリーチャートでは同年7月19日付のチャートで最高位である37位を獲得した。
2011年8月1日付のBillboard Hot Animationで10位、Billboard JAPAN HOT Singles Salesで46位を獲得。Billboard Hot AnimationへのTOP10入りは自身初。また、2011年7月30日放送分のCOUNT DOWN TVで84位を獲得した。

## 批評
CDジャーナルは、「表題曲は躍動感リズムのキラキラした恋愛がテーマのアップテンポの曲。カップリング曲はピコピコサウンド。」と批評した。

## 収録曲
1. エウレカベイビー [3:52]
作詞：畑亜貴、作曲・編曲：前山田健一
  - テレビアニメ『バカとテストと召喚獣にっ!』エンディングテーマ
2. Pop step trip! [3:54]
作詞：麻生夏子、作曲：加藤裕介、編曲：渡辺和紀
3. エウレカベイビー（Instrumental）
4. Pop step trip!（Instrumental）